# Antonio d'Aragona Moncada
Antonio IV d'Aragona Moncada de Luna, principe di Paternò (Palermo, 1587 – Napoli, 15 aprile 1631), è stato un nobile e diplomatico italiano del XVII secolo.

## Biografia
Nacque a Palermo nel 1587 da Francesco, III principe di Paternò, e dalla nobildonna Maria d'Aragona La Cerda dei duchi di Montalto. Secondogenito di quattro figli, gli fu imposto come primo cognome quello materno in osservanza delle tavole dotali stabilite dai genitori, essendo sua madre erede universale di Antonio d'Aragona Cardona, duca di Montalto.
Per la morte prematura del padre, il 30 aprile 1593 ricevette investitura al titolo di principe di Paternò. Nel 1595 fu insignito del Grandato di Spagna di prima classe. Il 23 settembre 1600, il 3 marzo 1611 e 26 novembre 1622, fu investito degli altri titoli e feudi tra cui figurò quello di Duca di Montalto, di cui fu il primo del suo casato. Educato dalla madre, e soprattutto dalla nonna paterna, la duchessa Aloisia de Luna, visse l'infanzia nella dimora di famiglia a Caltanissetta: da bambino, caduto in una cisterna mentre giocava con il fratello Cesare, rischiò la vita, e le grida del fratello fecero accorrere sul luogo la madre e la nonna che così lo poterono salvare.
Dal 1607 al 1613, visse in Spagna con la sua famiglia, dove venne organizzato il suo matrimonio con la nobildonna Juana de la Cerda y de la Cueva (1591-1667), figlia di Juan de la Cerda y Aragón, VI duca di Medinaceli, avvenuto nel 1607, da cui nacquero quattro figli.
A differenza dei suoi antenati, il Principe-Duca Antonio non svolse un'attività politica di grande rilievo, e non ebbe neppure incarichi di tipo militare. Svolse perlopiù attività diplomatica presso in ambito ecclesiastico tra Roma, Napoli, Palermo e Madrid. Fu governatore della Compagnia della Pace di Palermo dal 1616, e nella stessa capitale siciliana fondò nel 1625 il Monastero dell'Ordine delle carmelitane scalze.
Nel 1626, gli morì adolescente il figlio primogenito Francesco, a causa di un incidente accadutogli nel bosco di Mimiano, presso Caltanissetta. Segnato dal dolore, assieme alla consorte maturò la decisione di aderire a vita religiosa. Ordinato sacerdote dall'arcivescovo di Monreale, entrò a far parte della Compagnia di Gesù e svolse le sue funzioni nella chiesa gesuitica di Palermo. La moglie Juana si monacò al Monastero di San Giuseppe di Napoli ed assunse il nome di Suor Teresa del Santo Spirito; successivamente passò al monastero fondato tempo prima dal Principe di Paternò, di cui divenne badessa.
In conseguenza dell'abbandono dell'abito secolare, il Moncada lasciò tutti i titoli e feudi in favore del figlio Luigi Guglielmo, che ne ricevette investitura nel 1627. Passò i suoi ultimi anni di vita nella Casa Professa dei Padri Gesuiti di Napoli, dove morì il 15 aprile 1631.

### Matrimoni e discendenza
Antonio d'Aragona Moncada, IV principe di Paternò, dal suo matrimonio con Juana de la Cerda y de la Cueva ottenne la seguente discendenza:
- Francesco (1613-1626);
- Luigi Guglielmo, V principe di Paternò (1614-1672), che sposò in prime nozze María Enríquez de Ribera y de Moura, duchessa d’Alcalá de los Gazules, figlia ed erede universale di Fernando, da cui ebbe un figlio, Antonio, morto prematuramente, e in seconde nozze con Catalina de Moncada y Castro, figlia di Francisco, marchese di Aitona, da cui ebbe tre figli;
- Marianna (1616-?), che fu moglie di Francisco de Moura Corterreal y de Melo, duca di Nocera;
- Ignazio (1619-1689), che sposò Anna Maria Gaetani Saccano, figlia di Pietro, principe del Cassaro, da cui ebbe sei figli.[6]

## Ascendenza
|                                                |                                    |                                                 | Genitori                                           |  |  | Nonni |  |  | Bisnonni                                       |  |  | Trisnonni                        |  |
|                                                |                                    |                                                 |                                                    |  |  |       |  |  | Francesco Moncada de Luna, principe di Paternò |  |  | Antonio Moncada, conte di Adernò |  |
|                                                |                                    |                                                 |                                                    |  |  |       |  |  | Francesco Moncada de Luna, principe di Paternò |  |  | Antonio Moncada, conte di Adernò |  |
|                                                |                                    | Eleonora Giovanna de Luna Rosso                 |                                                    |  |  |       |  |  | Francesco Moncada de Luna, principe di Paternò |  |  |                                  |  |
| Cesare Moncada, principe di Paternò            |                                    |                                                 |                                                    |  |  |       |  |  | Francesco Moncada de Luna, principe di Paternò |  |  |                                  |  |
|                                                |                                    | Caterina Pignatelli Carafa                      | Camillo Pignatelli Gesualdo, conte di Borrello     |  |  |       |  |  |                                                |  |  |                                  |  |
|                                                |                                    | Caterina Pignatelli Carafa                      | Camillo Pignatelli Gesualdo, conte di Borrello     |  |  |       |  |  |                                                |  |  |                                  |  |
|                                                |                                    | Caterina Pignatelli Carafa                      | Giulia Carafa Saracena                             |  |  |       |  |  |                                                |  |  |                                  |  |
| Francesco Moncada de Luna, principe di Paternò |                                    | Caterina Pignatelli Carafa                      |                                                    |  |  |       |  |  |                                                |  |  |                                  |  |
|                                                |                                    | Pietro de Luna Salviati, duca di Bivona         | Sigismondo de Luna Moncada, conte di Caltabellotta |  |  |       |  |  |                                                |  |  |                                  |  |
|                                                |                                    | Pietro de Luna Salviati, duca di Bivona         | Sigismondo de Luna Moncada, conte di Caltabellotta |  |  |       |  |  |                                                |  |  |                                  |  |
|                                                |                                    | Pietro de Luna Salviati, duca di Bivona         | Luisa Salviati Medici                              |  |  |       |  |  |                                                |  |  |                                  |  |
| Aloisia de Luna, duchessa di Montalto          |                                    | Pietro de Luna Salviati, duca di Bivona         |                                                    |  |  |       |  |  |                                                |  |  |                                  |  |
|                                                |                                    | Isabella de Vega y Osorio                       | Juan de Vega Enríquez, signore di Grajal           |  |  |       |  |  |                                                |  |  |                                  |  |
|                                                |                                    | Isabella de Vega y Osorio                       | Juan de Vega Enríquez, signore di Grajal           |  |  |       |  |  |                                                |  |  |                                  |  |
|                                                |                                    | Isabella de Vega y Osorio                       | Eleonora Osorio Sarmiento                          |  |  |       |  |  |                                                |  |  |                                  |  |
| Antonio d'Aragona Moncada, principe di Paternò |                                    | Isabella de Vega y Osorio                       |                                                    |  |  |       |  |  |                                                |  |  |                                  |  |
|                                                | Antonio d'Aragona Folch de Cardona | Ferdinando d'Aragona, duca di Montalto          |                                                    |  |  |       |  |  |                                                |  |  |                                  |  |
|                                                | Antonio d'Aragona Folch de Cardona | Ferdinando d'Aragona, duca di Montalto          |                                                    |  |  |       |  |  |                                                |  |  |                                  |  |
|                                                | Antonio d'Aragona Folch de Cardona | Castellana de Cardona Requesens                 |                                                    |  |  |       |  |  |                                                |  |  |                                  |  |
| Antonio d'Aragona Cardona, duca di Montalto    | Antonio d'Aragona Folch de Cardona |                                                 |                                                    |  |  |       |  |  |                                                |  |  |                                  |  |
|                                                |                                    | Giulia Antonia Cardona Gonzaga                  | Pietro Cardona Ventimiglia, conte di Collesano     |  |  |       |  |  |                                                |  |  |                                  |  |
|                                                |                                    | Giulia Antonia Cardona Gonzaga                  | Pietro Cardona Ventimiglia, conte di Collesano     |  |  |       |  |  |                                                |  |  |                                  |  |
|                                                |                                    | Giulia Antonia Cardona Gonzaga                  | Susanna Gonzaga                                    |  |  |       |  |  |                                                |  |  |                                  |  |
| Maria d'Aragona La Cerda, duchessa di Montalto |                                    | Giulia Antonia Cardona Gonzaga                  |                                                    |  |  |       |  |  |                                                |  |  |                                  |  |
|                                                |                                    | Juan de la Cerda y de Silva, duca di Medinaceli | Juan de la Cerda y Vique, duca di Medinaceli       |  |  |       |  |  |                                                |  |  |                                  |  |
|                                                |                                    | Juan de la Cerda y de Silva, duca di Medinaceli | Juan de la Cerda y Vique, duca di Medinaceli       |  |  |       |  |  |                                                |  |  |                                  |  |
|                                                |                                    | Juan de la Cerda y de Silva, duca di Medinaceli | María de Silva y Toledo                            |  |  |       |  |  |                                                |  |  |                                  |  |
| María de la Cerda y Manuel de Portugal         |                                    | Juan de la Cerda y de Silva, duca di Medinaceli |                                                    |  |  |       |  |  |                                                |  |  |                                  |  |
|                                                |                                    | Joana Manuel de Noroña y Fabra                  | Sancho de Noroña, conte di Faro                    |  |  |       |  |  |                                                |  |  |                                  |  |
|                                                |                                    | Joana Manuel de Noroña y Fabra                  | Sancho de Noroña, conte di Faro                    |  |  |       |  |  |                                                |  |  |                                  |  |
|                                                |                                    | Joana Manuel de Noroña y Fabra                  | Angela Fabra y Centelles                           |  |  |       |  |  |                                                |  |  |                                  |  |
|                                                |                                    | Joana Manuel de Noroña y Fabra                  |                                                    |  |  |       |  |  |                                                |  |  |                                  |  |